# Polyura kuangtungensis
Polyura kuangtungensis är en fjärilsart som beskrevs av Clayton Dissinger Mell 1923. Polyura kuangtungensis ingår i släktet Polyura och familjen praktfjärilar. Inga underarter finns listade i Catalogue of Life.